# Bundesarbeitsgemeinschaft Mehr Sicherheit für Kinder

Logo der Bundesarbeitsgemeinschaft (BAG) Mehr Sicherheit für Kinder e. V.

Die Bundesarbeitsgemeinschaft (BAG) Mehr Sicherheit für Kinder e. V. ist ein 2002 gegründeter gemeinnütziger Verein mit Sitz in Bonn.
Die BAG ist der derzeit einzige bundesweit tätige Verein, der sich ausschließlich der Prävention von Kinderunfällen zu Hause und in der Freizeit widmet. Sie setzt sich als nationaler Dachverband für die Verhütung von Kinderunfällen ein. Ihr gehören 42 Mitglieder aus den Bereichen Gesundheitsförderung, Kinderschutz, Medizin, Rettungswesen, Produktsicherheit, Sport und Technik an. Sie ist nach eigenen Angaben parteipolitisch und konfessionell ungebunden und will Missstände aufspüren, Politiker und Verwaltung zum Handeln drängen und durch eigene Initiativen und Aufklärungsarbeit eine für Kinder sichere Gesellschaft herbeiführen. Ihr oberstes Ziel ist es, sichere Lebenswelten für Kinder zu schaffen.
Seit Gründung der BAG 2002 ist Stefanie Märzheuser Präsidentin des Vereins. Geschäftsführer ist seit 2017 Andreas Kalbitz.

## Ziele und Aufgaben
Die BAG rückt das Thema „Kinderunfälle“ ins öffentliche Bewusstsein. Rund 1,7 Millionen Kinder erleiden jedes Jahr einen Unfall. Etwa zwei Drittel aller Unfälle passieren im Haushalt und in der Freizeit. 60 Prozent dieser Unfälle lassen sich nach Ansicht der BAG verhindern. Daher verfolgt die BAG das Ziel, diese Zahl zu reduzieren. Sie fördert das öffentliche Interesse am Thema Kindersicherheit, klärt über Gefahren und Unfallrisiken auf und weist Eltern, Betreuungspersonen und Kinder auf sicherheitsbewusstes Verhalten hin und gibt ihnen Tipps für den Alltag mit Kindern wie die Vermittlung von Information und Wissen über die Aufgaben der Unfallverhütung. Die BAG koordiniert und vernetzt Initiativen und Projekte, die sich mit der Verhütung von Unfällen bei Kindern und Jugendlichen befassen. Dazu zählen der Erfahrungsaustausch und die Zusammenarbeit zwischen Einrichtungen, Organisationen, Initiativen und Projekten auf nationaler und internationaler Ebene. Die BAG führt zudem Aktionen und Projekte zur Verbesserung der Kindersicherheit durch.
Die BAG bereitet zudem Daten und Statistiken zu Unfallschwerpunkten und Unfallhäufigkeiten auf. Sie bildet Multiplikatoren zu Unfallverhütung fort, steht im Austausch mit Herstellern und Händlern, wenn die Sicherheit von Kindern betroffen ist. Darüber hinaus sorgt die BAG dafür, dass das Thema Kindersicherheit auf der politischen Agenda bleibt. Mit Projekten zur Kindersicherheit setzt der Verein Erkenntnisse aus der Wissenschaft in die Praxis um. Schließlich kooperiert die BAG mit Experten auf nationaler und internationaler Ebene in Fachbeiräten und Arbeitsgruppen.
Die BAG beobachtet die wissenschaftliche Entwicklung im Bereich Kinderunfälle, analysiert und bewertet wissenschaftliche Ergebnisse, stellt Daten zusammen und leitet daraus Prioritäten für ihre Konzepte und Handlungen ab. Sie ist bestrebt, ihre Projekte zu evaluieren und methodische Standards weiterzuentwickeln. Zudem möchte sich die BAG als Lobby gegen Kinderunfälle starkmachen und dem Thema im politischen Raum Gehör verschaffen.

## Entstehung
Die Gründung erfolgte 2002 in Bonn aus dem Aktionsbündnis „BAG Kindersicherheit“, das 1997 auf Initiative des Bundesgesundheitsministeriums gegründet wurde.
Mitglieder sind ärztliche Gesellschaften und Verbände, Rettungsorganisationen, Verkehrserzieher, technische Dienstleister, Organisationen der Gesundheitsförderung und Vereinigungen der Kinderhilfe. Sie treten dafür ein, dass das Thema „Kinderunfälle“ in Deutschland mehr Gewicht erhält.
Zusätzlich zu den Mitgliedern wirken auch Institutionen und Initiativen, die selbst nicht Mitglied im Verein sind, in den Arbeitsgruppen der BAG mit, organisieren Aktionen und Projekte, verbreiten die Medien der BAG und tragen dazu bei, dass die Verhütung von Kinderunfällen in Deutschland auf eine breite Basis gestellt wird.
Die inhaltlich-fachliche Arbeiterfolgt in vier Arbeitsgruppen:
- Arbeitsgruppe „Strategie und Praxis“
- Arbeitsgruppe „Epidemiologie, Evaluation und Gesundheitsberichterstattung“
- Arbeitsgruppe „Produktsicherheit“
- Arbeitsgruppe „Nationales Unfallpräventionsprogramm“

## Aktionen der BAG

### Kindersicherheitstag
Seit dem Jahr 2000 veranstaltet der Verein jedes Jahr am 10. Juni den Kindersicherheitstag auf nationaler und regionaler Ebene als Event und Medienereignis. Die Veranstaltung, die immer unter einem zentralen Thema steht, zielt darauf ab, ein Bewusstsein für Unfallgefahren zu wecken. Der Kindersicherheitstag richtet sich an Multiplikatoren und vor allem an Eltern und ihre Kinder. Spezielles Augenmerk gilt sozial benachteiligten Familien, die besonders häufig von Unfällen betroffen sind. Die Mitgliedsorganisationen der BAG und alle interessierten lokalen Kooperationspartner haben Gelegenheit, mit dezentralen Begleit- und Folgeveranstaltungen zu zeigen, dass die Verhütung von Kinderunfällen vor Ort eine Rolle spielt.
Themen seit dem Jahr 2000 im Überblick
| Jahr      | Slogan                                                                                           | Inhaltliche Dimension |
| --------- | ------------------------------------------------------------------------------------------------ | --- |
| 2019      | „Gemeinsam den Haushalt sicher machen“                                                           | Kinderunfälle im Haushalt und der Küche vermeiden |
| 2018      | „Ich sehe was, was du nicht siehst …“                                                            | - Kinderunfälle zu Hause vermeiden |
| 2017      | „Für Kinder nur das Beste“                                                                       | - Gefahren durch Kinderspielzeug |
| 2016      | „Kindersicherheit ist bunt.“                                                                     | - Kindersicherheit ist lebendig und macht Spaß - Ausgewählte Unfallarten - Erziehungsfragen - Förderung von Risikokompetenz - Schaffung sicherer Bedingungen |
| 2015      | „Kinder und Tiere. Sicher geht das!“                                                             | - Richtiger Umgang mit Tieren - Vermeidung von Verletzungsrisiken                                                                                            |
| 2014      | Sicherheit im und am Wasser „...“                                                                | - Unfällprävention im und am Wasser - Schwimmenlernen |
| 2013      | Im Mittelpunkt stehen die Kleinsten. „Von Null auf sicher“                                       | - Vermeidung von Unfällen bei Säuglingen und Kleinkindern - Gefahrenort Zuhause                                                                              |
| 2012      | Achtung, giftig! Mehr Sicherheit für Kinder                                                      | - Vermeidung von Vergiftungsunfällen - Ansprache von Familien mit Migrationshintergrund                                                                      |
| 2011      | Laufen. Springen. Klettern. Sicher geht das!                                                     | - Sturzunfälle vermeiden - Gefahrenbewusstsein stärken |
| 2010      | „10 Jahre in Aktion“ Laufen. Springen. Klettern. Sicher geht das!                                | - Sturzunfälle vermeiden - Gefahrenbewusstsein stärken |
| 2009      | Sicher aufwachsen. Kinder vor Vergiftungen schützen!                                             | - Prävention von Vergiftungsunfällen mit Haushaltschemikalien                                                                                                |
| 2008      | Kinder wollen Sicherheit!                                                                        | - Sichere, gesunde und fördernde Lebensbedingungen schaffen - Kinder brauchen ein Mitspracherecht in der Unfallprävention                                    |
| 2007      | Mit Kindern leben – sicher ist besser!                                                           | - Prävention von typischen Unfällen bei Säuglingen, Kleinkindern und Vorschulkindern                                                                         |
| 2006      | Gehüpft wie gesprungen: Bewegung fördern – Unfälle vermeiden!                                    | - Kinder in Bewegung bringen - Kinderunfälle als Thema im Schulunterricht aufgreifen                                                                         |
| 2005/2006 | Kinderunfälle gehen jeden an. Jeden Tag.                                                         | - Kinderunfälle sind allgegenwärtig – doch sie sind vermeidbar - Alle können etwas dazu beitragen, Kinderunfälle zu verhindern                               |
| 2003      | Auf die Plätze. Fertig. Los. Unfälle in der Freizeit vermeiden.                                  | - Unfälle beim Spielen und beim Sport vermeiden - Prävention durch Bewegungsförderung                                                                        |
| 2002      | Ich sehe was, was Du nicht siehst ... Unfallgefahren zu Hause entdecken und beseitigen.          | - Kinderunfälle im häuslichen Bereich verhüten |
| 2001      | Gefahr aufspüren – Unfälle vermeiden. Risiko Feuer und Wasser Schutz und Sicherheit für Ihr Kind | - Prävention von Ertrinkungs-, Verbrühungs- und Verbrennungsunfällen                                                                                         |
| 2000      | Vorsicht Fallen!                                                                                 | - Sturzunfälle vermeiden - |

### Fortbildungen
Die BAG qualifiziert Fachkräfte aus Bildungseinrichtungen, Gesundheitswesen und Jugendhilfe, damit sie Eltern fachgerecht und erfolgreich Sicherheitskompetenz vermitteln können. Die Fortbildungen orientieren sich an einheitlichen Standards, die auf einem Curriculum beruhen. Die Seminare zielen darauf ab, Schlüsselpersonen fundiertes und interdisziplinäres Wissen über Kinderunfälle und deren Vermeidung zu vermitteln. Die Teilnehmer werden damit zur aktiven Unfallprävention in ihren beruflichen Kontexten befähigt.

### Fachtagungen
Regelmäßig finden von der BAG organisierte Fachtagungen zu aktuellen Themen der Kinderunfallprävention statt. Erfahrungsaustausch, Wissenstransfer und Vernetzung im Bereich der Unfallprävention zählen zu den zentralen Aufgaben der BAG. Diese Vorhaben setzt die BAG um, indem sie Experten zusammenbringt und hilft, den fachlichen Stand zu aktuellen Fragestellungen zu diskutieren und zu verbreiten.

### Fachdatenbank „Prävention von Kinderunfällen in Deutschland“
Die Fachdatenbank Kinderunfallprävention bietet einen umfassenden Überblick darüber, welche Akteure in Deutschland in der Kinderunfallprävention tätig sind und welche Maßnahmen und Medien für verschiedene Alters- und Zielgruppen verfügbar sind. Sie richtet sich an Fachkräfte, die Medien oder Maßnahmen zur Unfallprävention suchen oder diese planen. Sie wurde 2019 von der Bundeszentrale für gesundheitliche Aufklärung (BZgA) an die Servicestelle Unfallprävention der Bundesarbeitsgemeinschaft Mehr Sicherheit für Kinder e.V. übergeben.